# Schröter (Adelsgeschlecht)

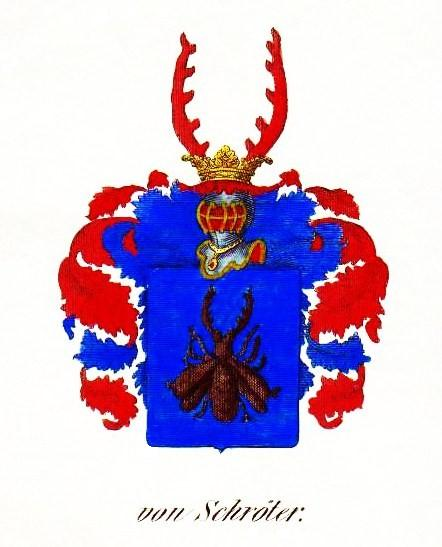
Wappen derer von Schröter

Das Adelsgeschlecht von Schröter ist eine briefadlige Familie, die später in Mecklenburg-Schwerin ansässig wurde.

## Geschichte
Die Familie geht zurück auf den ersten Rektor der Universität Jena Johannes von Schröter. Dieser wurde am 6. Dezember 1557 durch Kaiser Ferdinand I. in den Adelsstand erhoben. Die Familie wurde Anfang des 19. Jahrhunderts in Mecklenburg ansässig, als der dänischen Kriegsrat Christian Heinrich (v.) Schröter († 14. Oktober 1829) im Jahr 1805 das Rittergut Langensee bei Bützow im ritterschaftlichen Amt Criwitz erwarb. Die Familie war bis 1844 im Besitz von Langensee, nach dem Tode des Kriegsrates waren seine drei Söhne Hans Rudolf, Wilhelm und Göttlieb Heinrich zunächst bis 1837 gemeinsame Besitzer des Rittergutes Langensee, dann ging das Gut auf den jüngsten der drei Brüder Gottlieb Heinrich über, der Langensee nach 1844 an Christian Susemihl veräußerte, der ab 1846 in den Mecklenburgischen Staatskalendern als Gutsbesitzer auf Langensee erscheint.

## Wappen
Lehsten beschreibt das Wappen der Familie von Schröter wie folgt: 

„In blauem Felde ein Hirschkäfer (Schröter) natürlich brauner Farbe, aufrecht gestellt und mit ausgebreiteten Flügeln. Auf dem gekrönten Heim zwei rothe Schröterhörner. Helmdecken roth und blau.“

## Bekannte Familienangehörige
- Johannes von Schröter (1513–1593), deutscher Mediziner und erster Rektor der Universität Jena
- Johann Friedrich Schröter (1559–1625), deutscher Mediziner, Professor für Arzeneikunst in Jena, später Physicus in Bautzen
- Hans Rudolf von Schröter (1798–1842), deutscher Bibliothekar und Altertumsforscher
- Wilhelm von Schröter (1799–1865), deutscher Rechtswissenschaftler, Instanzrichter und Justizminister des Großherzogtums Mecklenburg
- Gottlieb Heinrich von Schröter (1802–1866), deutscher Historienmaler und Autor